# HMS Tireless (1943)
HMS Tireless (P327) – brytyjski okręt podwodny należący do trzeciej grupy brytyjskich okrętów podwodnych typu T. Został zbudowany w ramach programu wojennego z 1941 w stoczni Portsmouth Dockyard. Jego stępkę położono 30 października 1941. Zwodowano go 19 marca 1943, a budowę zakończono 18 kwietnia 1945. Był pierwszym okrętem Royal Navy noszącym nazwę „Tireless”.
Okręt wszedł do służby po zakończeniu głównych walk II wojny światowej na wodach europejskich i prowadził relatywnie spokojną służbę w marynarce. Pozostawał w służbie do sierpnia 1963, gdy został umieszczony na liście jednostek na sprzedaż. Złomowany w 1968.